# SpaceX
Space Exploration Technologies Corporation, SpaceX (дословно — «Корпорация технологий освоения космоса», Спэйс-Экс) — американская компания, производитель космической техники. Штаб-квартира — в городе Браунсвилл, Техас, США. Основана в 2002 году прежним акционером PayPal и CEO Tesla Илоном Маском с целью сократить расходы на полёты в космос для открытия пути к колонизации Марса.
Компания разработала ракеты-носители Falcon 1, Falcon 9, Falcon Heavy, Starship, с самого начала преследуя цель сделать их многоразовыми, и космические корабли Dragon и Dragon 2 (выводимые на орбиту теми же Falcon 9), предназначенные для доставки грузов и людей на низкую околоземную орбиту (в том числе к Международной космической станции).
С целью контроля над качеством и стоимостью разработки производство и испытания большинства компонентов продукции производятся с опорой на внутренние ресурсы (вертикальное интегрирование), включая ракетные двигатели Merlin, Kestrel, Draco и SuperDraco, используемые на ракетах-носителях Falcon и корабле Dragon.
С 2015 года компания SpaceX участвует также в реализации проекта вакуумного поезда Hyperloop.
Компания занимается программой «Starlink» через дочернее предприятие для обеспечения высокоскоростным спутниковым интернетом всей планеты, по состоянию на апрель 2024 года на орбите насчитывалось более 6000 малых спутников. На 2022 год SpaceX является крупнейшим спутниковым оператором в мире.
По состоянию на июнь 2024 года капитализация компании SpaceX составляет около 200 миллиардов долларов США.

## История

### Основание компании
После ухода из PayPal Илон Маск начал проявлять интерес к предприятиям по исследованию космоса. Затем он начал посещать космические конференции и финансировать частные космические проекты. В 2001 году он встретился с основателем Марсианского сообщества Робертом Зубриным и выделил его компании 100 000 долларов, войдя в совет директоров. Он выступил с речью на их четвёртом съезде, где рассказал о Mars Oasis — проекте по созданию теплицы и выращиванию растений на Марсе.
В июне 2002 года Илон Маск основал компанию и назвал её Space X.
Компания была основана для того, чтобы способствовать освоению космоса человеком. Это главная причина нашего существования.Гаррет Райзман, SpaceX

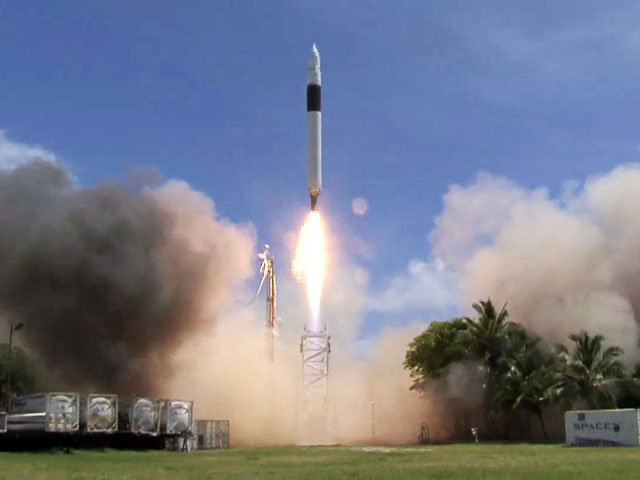
Запуск ракеты-носителя «Falcon 1» 28 сентября 2008 года

Маск заявил, что одной из его целей в SpaceX является повышение надежности и снижения стоимости как пилотируемых, так и беспилотных космических перевозок, в конечном итоге в 10 раз.
Изначально штаб-квартира SpaceX располагалась на складе в Эль-Сегундо, Калифорния. К ноябрю 2005 года в компании работало 160 человек.

### Falcon 1 и первые орбитальные запуски
Space X создали свою первую орбитальную ракету-носитель Falcon 1 на собственные средства. Falcon 1 была одноразовой двухступенчатой ракетой-носителем с малой грузоподъёмностью, чья стоимость разработки составила приблизительно 90 — 100 миллионов долларов. Ракета была названа в честь вымышленного космического корабля Тысячелетний сокол из «Звёздных войн».
В 2004 году SpaceX подала протест против NASA в Счетную палату США (GAO) из-за контракта с единственным подрядчиком Kistler Aerospace.
24 марта 2006 года произведён первый для компании запуск ракеты-носителя Falcon 1, завершившийся аварией.
В августе 2006 года компания стала одним из победителей в конкурсе программы НАСА Commercial Orbital Transportation Services (COTS) и получила суммарное финансирование в размере около 396 млн долларов для разработки и демонстрации ракеты-носителя Falcon 9 и корабля Dragon. Контракт по COTS был разбит на 40 этапов, каждый из которых оплачивался отдельно. Его выполнение продлилось до 2012 года.
Первые три запуска ракеты в период с 2006 по 2008 год закончились неудачами, что едва не положило конец компании Space X. К тому же из-за проблем с финансированием Tesla Motors Маск едва не обанкротился лично.
28 сентября 2008 года состоялся первый успешный запуск ракеты-носителя Falcon 1 и вывод полезной нагрузки на орбиту.
22 декабря 2008 года между SpaceX и НАСА подписан контракт в рамках программы Commercial Resupply Services (CRS) по снабжению Международной космической станции на сумму 1,6 млрд долларов. К первоначальным 12 запланированным миссиям позже были добавлены ещё 3.
Falcon 1 вскоре был выведен из эксплуатации после своего второго успешного и пятого в общей сложности запуска в июле 2009 года. Это позволило SpaceX сосредоточиться на разработке более крупной орбитальной ракеты Falcon 9.

### Falcon 9, Dragon и контракты с NASA
Изначально Space X планировала разработку ракеты средней грузоподъёмности Falcon 5. Но вместо этого в 2005 году компания решила приступить к разработке Falcon 9 — более тяжелого многоразового транспортного средства. Создание Falcon 9 ускорило NASA , взявшее на себя обязательство приобрести несколько коммерческих рейсов. Это началось ещё с начальных инвестиций из программы COTS в 2006 году. Сумма контракта составила 278 миллионов долларов для финансирования разработки космического корабля Dragon, ракеты Falcon 9, и их демонстрационных запусков.
4 июня 2010 года выполнен дебютный запуск ракеты-носителя Falcon 9, на орбиту был запущен макет корабля Dragon.
8 декабря 2010 года на орбиту впервые запущен космический корабль Dragon, после двух витков благополучно вернувшийся на Землю, выполнив все цели миссии.
В апреле 2011 года в рамках своей второй программы коммерческих экипажей (CCDev) NASA заключило контракт на 75 млн долларов с SpaceX на разработку интегрированной системы аварийного спасения для корабля Dragon в рамках подготовки к его использованию в качестве транспортного средства для доставки экипажа на МКС.
25 мая 2012 года корабль Dragon был впервые пристыкован к модулю МКС Гармония и стал первым коммерческим космическим кораблём, доставившим груз на Международную космическую станцию. На начало года примерно две трети акций SpaceX принадлежали Илону Маску, а сама компания оценивалась в 1,3 млрд долларов. После полёта капитализация Space X почти удвоилась до 2,4 млрд долларов.
В 2011 году SpaceX начинает участие в пилотируемой программе НАСА Commercial Crew Program. В рамках этой программы SpaceX заключает контракт на разработку пилотируемого корабля на 75 млн долларов в 2011 году и на 440 млн долларов — в 2012 году. 16 сентября 2014 года NASA анонсировало подписание контракта с компанией SpaceX в рамках программы Commercial Crew Program по доставке астронавтов на МКС с помощью пилотируемого корабля Dragon V2, сумма контракта составила 2,6 млрд долларов.
В конце 2012 года компания начала активные испытания программы повторного использования с тестирования технологии посадки на малых высотах и скоростях. Прототипы ракеты Falcon 9 выполнили вертикальные взлеты и посадки (VTOL). Высокоскоростные испытания на большой высоте начались в конце 2013 года.

### Коммерческие запуски
В 2013 году SpaceX запустила первую коммерческую миссию для частного клиента — ракета Falcon 9 вывела телекоммуникационный спутник SES-8 на геостационарную орбиту.
В 2014 году SpaceX выиграла 9 тендеров на запуски из 20, которые были открыто разыграны по всему миру. В том же году Arianespace из-за конкуренции со Space X обратилась к правительствам европейских стран с просьбой предоставить дополнительные субсидии. SpaceX также начала влиять на рынок запуска военных полезных грузов США, на котором в течение почти десяти лет доминирующее положение занимал United Launch Alliance (ULA), чья монополия позволила затратам на запуски вырасти до более чем 400 млн долларов за эти годы.
В сентябре 2014 года NASA заключило с SpaceX контракт на коммерческую транспортировку экипажа (CCtCap) для завершения разработки системы транспортировки экипажа. Контракт включал несколько технических и сертификационных этапов, беспилотные и пилотируемые лётные испытания, а далее шесть эксплуатационных миссий.
В январе 2015 года SpaceX привлекла 1 млрд долларов финансирования от Google и Fidelity Investments в обмен на 8,33 % компании, установив оценку компании примерно в 12 млрд долларов.Тогда же компания объявила о разработке новой спутниковой группировки под названием Starlink, которая будет с помощью 4000 спутников предоставлять глобальный широкополосный интернет.
28 июня 2015 года произошла авария при запуске ракеты-носителя Falcon 9 c кораблём Dragon на борту в рамках миссии снабжения МКС SpaceX CRS-7. Ракета-носитель разрушилась в воздухе через 2 минуты 19 секунд после старта.
14 января 2016 года NASA выбрала компанию SpaceX одним из трёх победителей конкурса по второй фазе программы снабжения МКС Commercial Resupply Services 2 (CRS2), с 6 гарантированными миссиями для корабля Dragon и возможностью продления контракта при необходимости.
27 апреля 2016 года компания получила свой первый EELV-контракт с ВВС США по программе вывода в космос наиболее важных спутников для обеспечения госбезопасности, на запуск навигационного спутника GPS 3-2. Сумма контракта составила 82,7 млн долл., запуск ракетой-носителем Falcon 9 ожидается в 2018 году.
6 февраля 2018 года SpaceX провела первый запуск сверхтяжёлой ракеты-носителя Falcon Heavy.
19 апреля 2018 года SpaceX произвела успешный запуск космического телескопа TESS, охотника за экзопланетами следующего поколения. Запуск был произведён при помощи ракеты-носителя Falcon 9, которая стартовала с космодрома на мысе Канаверал. Телескоп TESS во время выполнения своей основной научной миссии проследит за более чем 200 тысячами самых ярких звёзд, находящихся по соседству с Солнечной системой, и будет искать планеты, используя традиционный транзитный метод.
21 февраля 2019 года SpaceX вывела на орбиту индонезийский спутник связи Nusantara Satu и лунный космический аппарат Beresheet израильской компании SpaceIL.
8 марта 2019 года SpaceX успешно завершила первый испытательный полёт пилотируемого космического корабля Crew Dragon к Международной космической станции без экипажа.
В мае 2019 года SpaceX вошла в список компаний, отобранных НАСА для разработки и производства прототипов космических аппаратов для высадки на Луну в рамках новой американской лунной программы «Артемида».
24 мая 2019 года ракета Falcon 9 успешно вывела на околоземную орбиту 60 космических спутников. Это был один из первых шагов по созданию сети глобального и высокоскоростного интернета в рамках проекта Starlink. Шестьдесят спутников стали первыми из почти 12 тысяч спутников, которые должны в течение нескольких лет быть выведены на орбиту и обеспечить высокоскоростной доступ в интернет в любой точке планеты.
19 января 2020 года прошли испытания системы аварийного спасения пилотируемого космического корабля Crew Dragon без экипажа на борту. Во время этого тестового запуска через восемьдесят четыре секунды после старта, на высоте двадцати километров, был имитирован отказ ракеты-носителя Falcon 9. Далее автоматика Crew Dragon отработала нештатную ситуацию и провела экстренное отделение от ракеты, увод корабля на безопасное расстояние и приводнение при помощи парашютов.
В марте 2020 года NASA анонсировало подписание контракта со SpaceX в рамках программы Gateway Logistics Services по снабжению будущей окололунной орбитальной станции. Контракт предусматривает как минимум 2 миссии, в ходе которых грузовой космический корабль Dragon XL будет выводиться на транслунную орбиту ракетой-носителем Falcon Heavy.
30 мая 2020 года SpaceX успешно вывел на орбиту двух астронавтов НАСА на космическом корабле Crew Dragon с площадки LC-39А Космического центра Кеннеди во Флориде.
7 августа 2020 года Военно-воздушное министерство США объявило, что SpaceX была выбрана одной из двух компаний для запуска спутников национальной безопасности для нужд Министерства обороны и разведывательных служб США в рамках второй фазы программы NSSL на период 2022—2027 годов. SpaceX получит около 40 % от общего числа запусков, вторая компания (United Launch Alliance) — около 60 %. SpaceX получила контракт на 316 миллионов долларов на одну миссию USSF-67, запланированную на 4 квартал 2022 финансового года.
5 октября 2020 года недавно созданное в США Агентство космического развития (Space Development Agency) объявило о заключении с компаниями L3Harris и SpaceX контракта на производство каждой к сентябрю 2022 года четырёх спутников обнаружения и отслеживания баллистических и гиперзвуковых ракет. L3Harris и SpaceX получили по 193,5 и 149 миллионов долларов США, соответственно. Эти восемь спутников потенциально могут стать частью гораздо более крупной группировки системы предупреждения о ракетном нападении.
7 декабря 2020 года Федеральная комиссия по связи (США) предоставила компании SpaceX субсидии на сумму 885,5 миллионов долларов США для развертывания спутниковой интернет-сети Starlink. Эта сумма составила десятую часть средств из 9,2 миллиарда долларов, предоставленных 180 компаниям для финансирование сетей широкополосного доступа со скоростью до 1 гигабит/сек в необслуживаемых сельских районах Америки. Субсидии будут распределяться в течение следующих 10 лет равными ежемесячными платежами при условии, что каждый провайдер выполнит все этапы развертывания. SpaceX выиграла субсидию на предоставление услуг клиентам в 35 штатах США, при этом компании было предоставлено 642 925 пунктов обслуживания.
В октябре 2021 года оценочная стоимость SpaceX достигла $100,3 миллиардов, увеличившись на 33 % по сравнению с февралём того же года, когда во время очередного раунда привлечения финансирования компания была оценена в $74 миллиарда.
Компания объявила, что уже в 2022 году планирует первой в мире выпустить туриста в открытый космос.
8 апреля 2022 года SpaceX совместно с НАСА и Axiom Space запустили первую туристическую миссию Axiom-1. Ракета-носитель Falcon 9 с кораблём Crew Dragon стартовала с космического центра имени Джона Кеннеди. В экипаж вошли американский бизнесмен Ларри Коннор, израильский финансист Эйтан Стиббе, канадский инвестор Марк Пати и командир корабля Майкл Лопес-Аллегриа, бывший астронавт НАСА и вице-президент Axiom. Стоимость полёта каждому пассажиру обошлась примерно в 55 млн долларов. Первоначально миссия была рассчитана на 8 дней, но из-за неблагоприятных условий погоды в районе приводнения возвращение туристов несколько раз откладывалось. В итоге экипаж провёл на станции 17 дней, вернувшись на Землю 25 апреля.

### Основные достижения
К самым заметным достижениям SpaceX относятся:
- ракета-носитель с жидкостными двигателями (Falcon 1), которая вывела полезную нагрузку на околоземную орбиту — 28 сентября 2008 года[22][73].
- космический корабль Dragon, успешно выведенный на орбиту и возвращённый на землю (SpaceX COTS Demo Flight 1) — 8 декабря 2010 года[28]; первый частный корабль, пристыкованный к МКС (SpaceX COTS Demo Flight 2/3) — 25 мая 2012 года[74].
- запуск спутника (SES-8) на геопереходную орбиту — 3 декабря 2013[75].
- первая в истории[76] посадка первой ступени на Землю, выполненная после вывода полезной нагрузки на околоземную орбиту — 22 декабря 2015 года[77][78][79][80].
- первая успешная посадка первой ступени ракеты-носителя Falcon 9 на морскую платформу Autonomous Spaceport Drone Ship — 8 апреля 2016 года[81].
- первый запуск и посадка использованной ступени ракеты-носителя Falcon 9 — 31 марта 2017 года[82].
- первый успешный запуск и посадка использованных ступеней сверхтяжёлой ракеты-носителя Falcon Heavy — 6 февраля 2018 года[83]. Она стала самой мощной из существовавших на момент запуска ракет-носителей и оставалась такой до первого запуска ракеты-носителя SLS 16 ноября 2022 года[84].
- впервые в истории частный космический корабль Crew Dragon успешно выведен на орбиту с двумя астронавтами НАСА на борту — 30 мая 2020 года[61][62].
- В 2022 году компания стала лидером по запуску ракет-носителей, произведя 61 запуск. Это более 1/3 всех запусков за год. Чаще всего запускалась ракета Falcon 9 (60 запусков), которая доставляла спутники Starlink[85].
- В 2024 году SpaceX впервые успешно посадила многоразовый носитель Super Heavy во время пятого тестового полёта ракеты Starship. Полёт был проведён с космодрома в Бока-Чика, Техас.[86]

## Деятельность
Численность сотрудников постоянно росла — от 160 в ноябре 2005 года к более чем 4000 человек к июлю 2015 года; 6000 человек в 2018 году. Малое количество сотрудников, по сравнению с другими компаниями, запускающими ракеты подобного класса, связано со стремлением максимально удешевить запуски. Это, наряду с запуском человека на Марс, и является основной целью компании.
Статистика успешных запусков по коммерческим и государственным контрактам с основания компании

- Falcon 1
- F9, NASA COTS
- F9, NASA CRS
- F9, NASA CCP
- F9, NASA прочее
- F9, SES
- Axiom Space и другие пилотируемые
- F9, Iridium
- F9, остальные
- F9, Smallsat Rideshare
- F9, Starlink
- F9, NRO
- F9, USAF/USSF
- FH USAF/USSF
- FH прочее

## Технологии SpaceX

### Семейство ракет Falcon
SpaceX успешно разработала и запустила в космос ракету-носитель лёгкого класса Falcon 1, тяжёлого класса Falcon 9 и ракету-носитель сверхтяжёлого класса Falcon Heavy, первый запуск которой произведён в феврале 2018 года.
Falcon 1

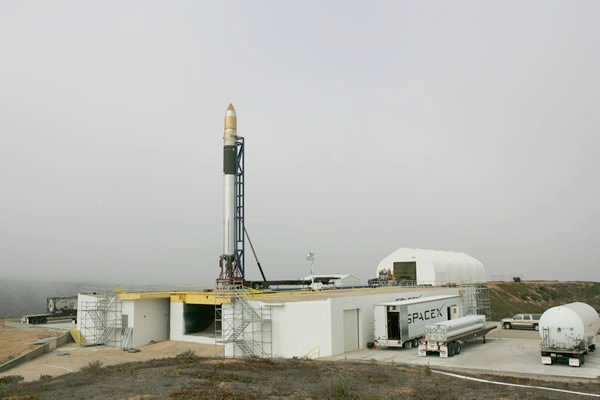
Первая ракета «Falcon 1» на пусковой площадке авиабазы Ванденберг

Первая ракета-носитель компании SpaceX. После первых трёх неудачных запусков, ракета-носитель Falcon 1 успешно вывела на орбиту макет полезной нагрузки 28 сентября 2008 года. По словам Илона Маска, окажись этот запуск неудачным, компания SpaceX вряд ли смогла бы продолжить существование.
В связи с ограниченным спросом на ракеты-носители подобного класса было принято решение завершить производство и сосредоточиться на более тяжёлых носителях.
Falcon 9
Ракета-носитель Falcon 9 впервые была запущена 4 июня 2010 года.
Falcon 9 v1.0 использовалась с 2010 по 2013 год, все пять запусков успешны.
На замену версии 1.0 пришла усовершенствованная Falcon 9 v1.1, с минимальной стоимостью запуска 61,2 млн $.
Популярность в медиасреде получила версия Falcon 9 v1.1 (R), которая является модификацией версии 1.1, оборудованной дополнительными элементами, позволяющими первой ступени осуществлять мягкую управляемую посадку для её повторного использования. Первые две попытки посадки производились на плавающую платформу Autonomous Spaceport Drone Ship, обе (2015) закончились неудачно. Так как два раза первая ступень Falcon 9 успешно попадала в назначенную цель, SpaceX решила произвести третью попытку посадки на землю.

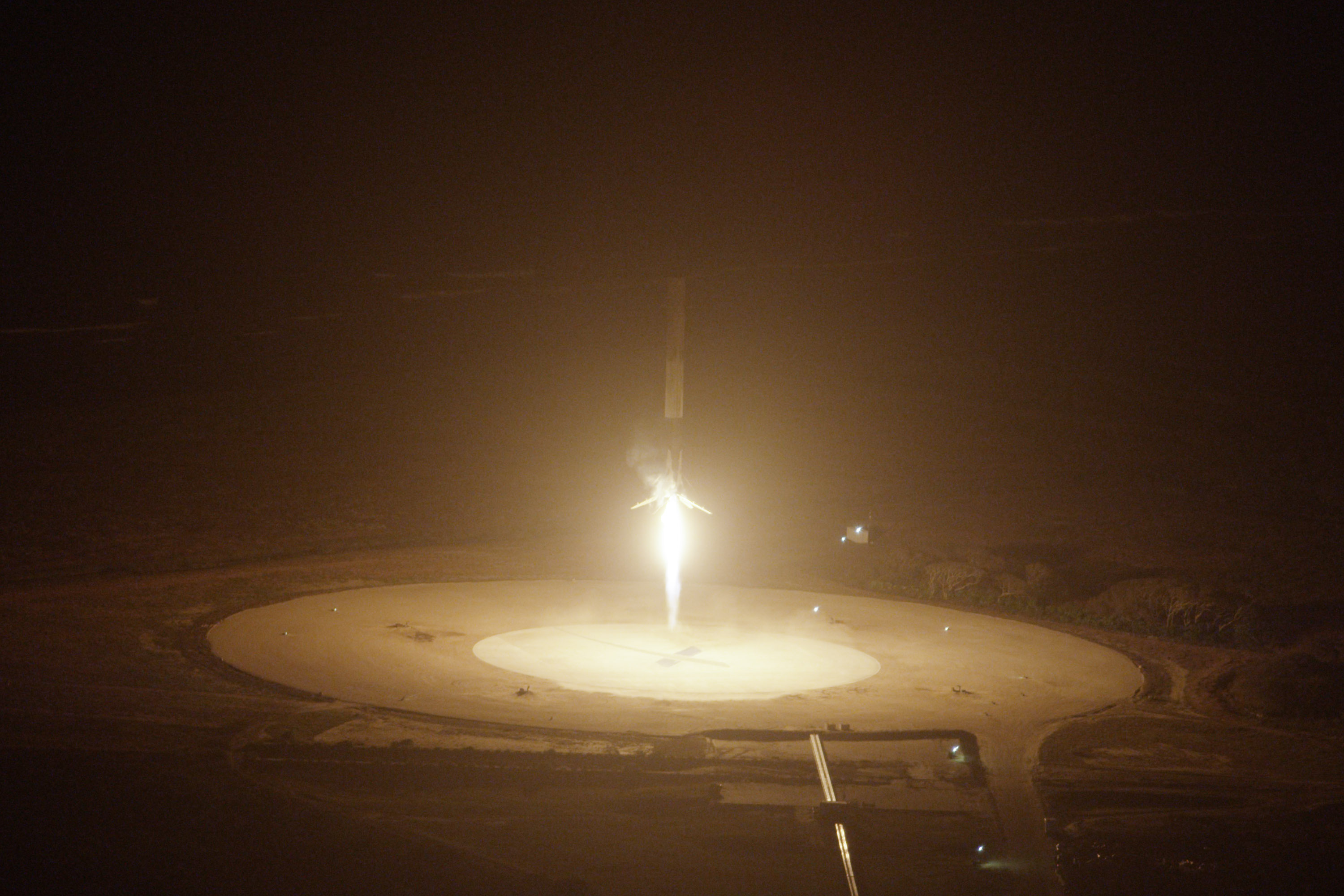
Посадка первой ступени

22 декабря 2015 года, после успешного запуска новой версии ракеты-носителя Falcon 9 v1.2, доставившей на орбиту 11 спутников Orbcomm-G2, была произведена первая успешная вертикальная посадка первой ступени ракеты-носителя на площадку Посадочной зоны 1 на мысе Канаверал.
8 апреля 2016 года состоялась первая успешная посадка на плавающую платформу «Of Course I Still Love You» спустя 8,5 минут после запуска.
1 сентября 2016 ракета-носитель Falcon 9 взорвалась на стартовой площадке комплекса SLC-40 на мысе Канаверал, во время заправки топливом перед испытательными статическим прожигом первой ступени. Запуск был запланирован на 3 сентября. Вместе с ракетой потерян израильский спутник связи Amos-6.
31 марта 2017 года осуществлён первый повторный запуск первой ступени Falcon 9 в ходе миссии по выводу спутника SES-10.
Falcon Heavy
Первый полёт был выполнен 6 февраля 2018 года. На момент первого запуска — самая грузоподъёмная, мощная и тяжёлая ракета-носитель из находящихся в эксплуатации, и была таковой до запуска в 2022 году SLS.

### Космические корабли Dragon
Dragon

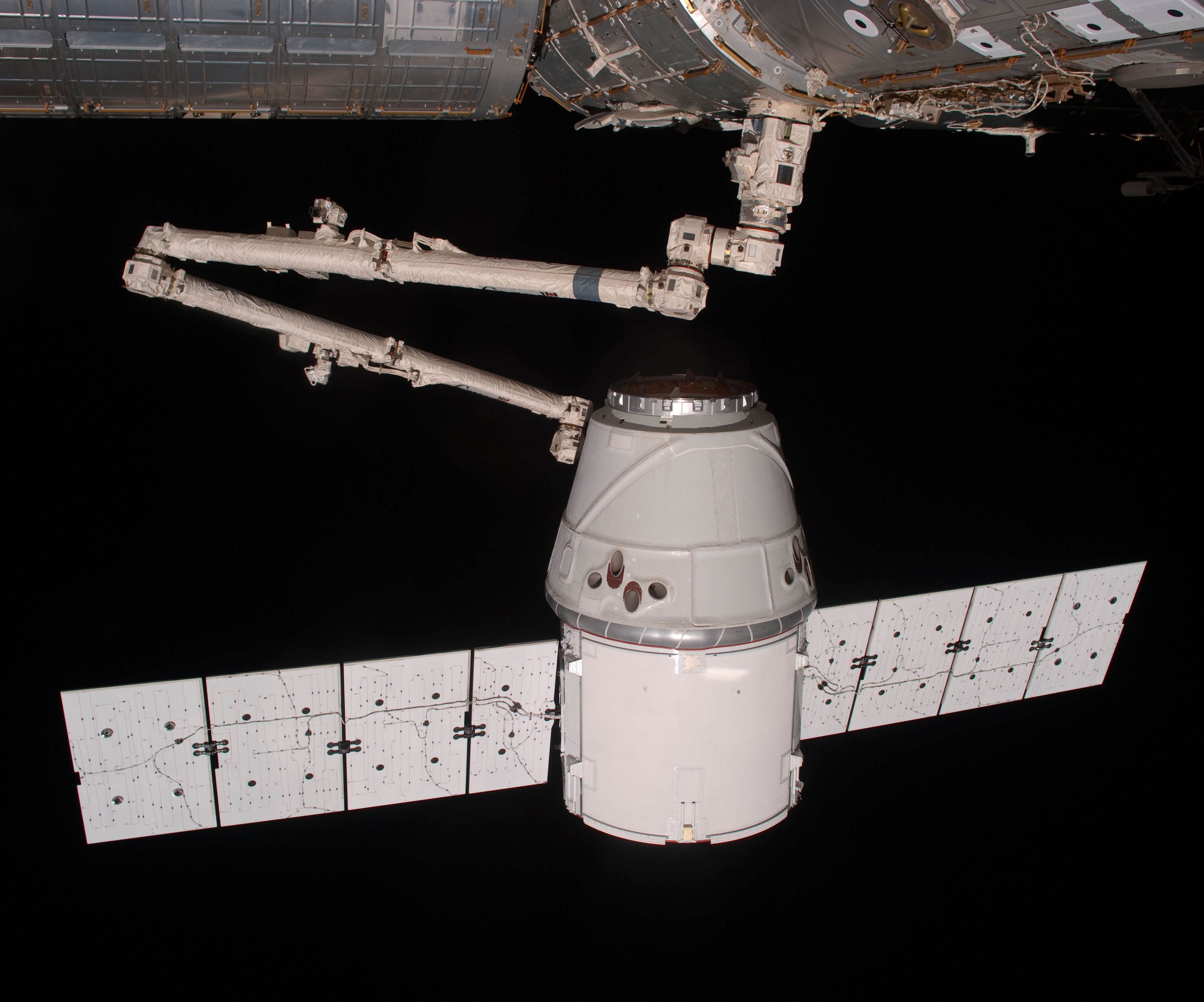
Стыковка Dragon с МКС при помощи Канадарм2

Dragon — частный транспортный космический корабль (КК) компании SpaceX. Разработан по заказу NASA в рамках программы Commercial Orbital Transportation Services (COTS) и предназначен для доставки и возвращения полезного груза на Международную космическую станцию. Выводился в космос ракетой-носителем Falcon 9.
Корабль использовался для снабжения Международной космической станции в рамках программы NASA Commercial Resupply Services (CRS) (букв. рус. Коммерческие услуги снабжения).
3 июня 2017 года, в рамках миссии SpaceX CRS-11, корабль впервые был запущен с повторно используемой спускаемой капсулой, ранее вернувшейся после миссии SpaceX CRS-4. Основные структурные компоненты капсулы были оставлены прежними, отдельные элементы (в том числе тепловой щит), пострадавшие от солёной воды, были заменены новыми. Спустя месяц, 5 июля 2017 года, корабль успешно вернулся на Землю.
7 марта 2020 года стартовала миссия SpaceX CRS-20, которая стала последним полётом корабля Dragon первого поколения; начиная со второй фазы контракта CRS (миссия SpaceX CRS-21) компания SpaceX перешла на использование грузовой версии корабля Dragon 2.
Dragon 2

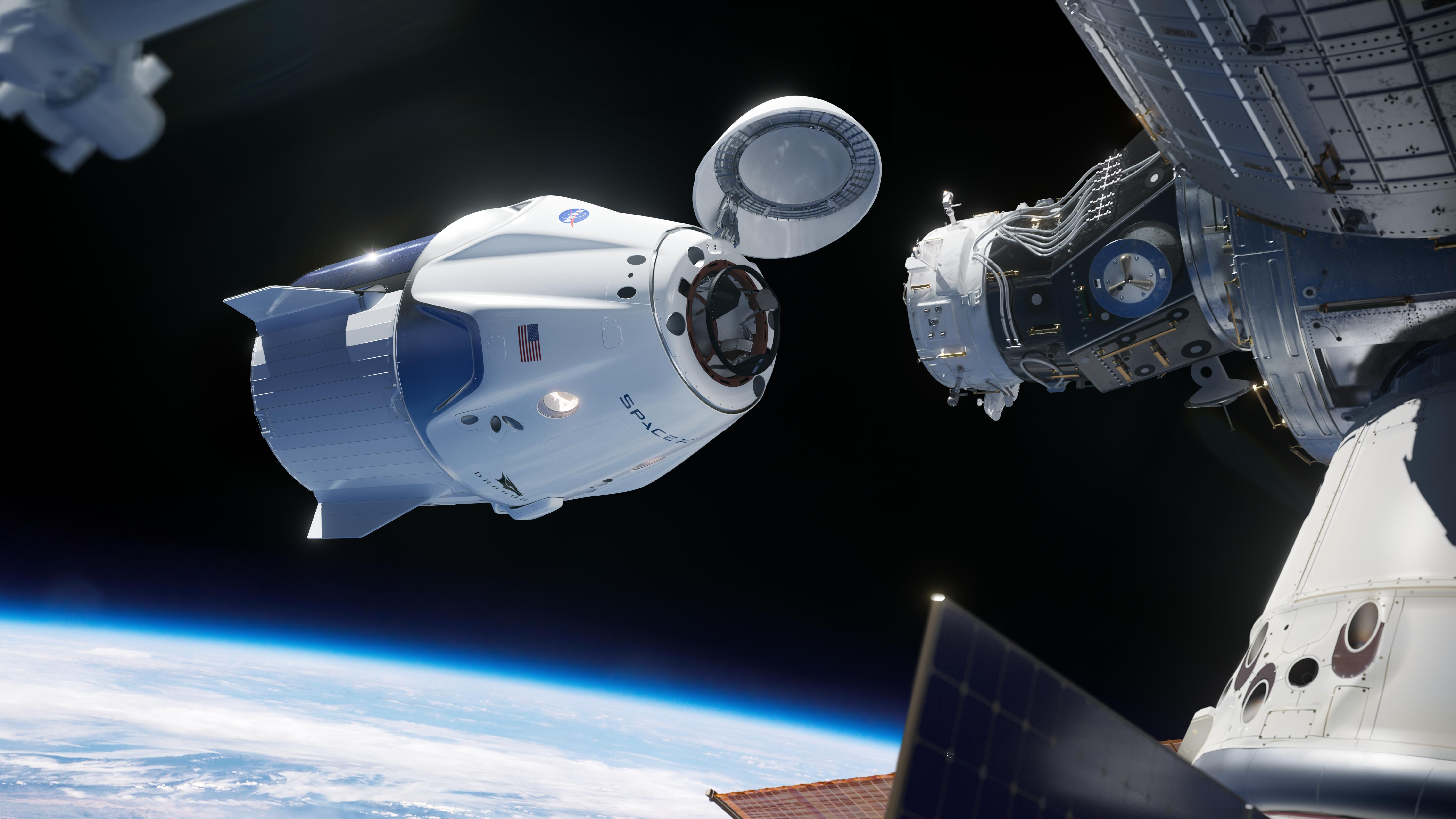
Стыковка Crew Dragon с МКС

30 мая 2014 года SpaceX представила новую версию корабля — Dragon V2, многоразовый грузовой и пилотируемый космический корабль. Было заявлено, что Dragon 2 сможет перевозить до семи астронавтов на МКС. Разработан по заказу NASA в рамках программы Commercial Crew Development (CCDev). Первый беспилотный полёт, SpaceX DM-1, состоялся 2 марта 2019 года. В мае 2020 произошёл первый полёт с двумя астронавтами.
Dragon 2 — единственный ныне[когда?] действующий грузовой корабль, который может возвратить груз из космоса.

### Starship

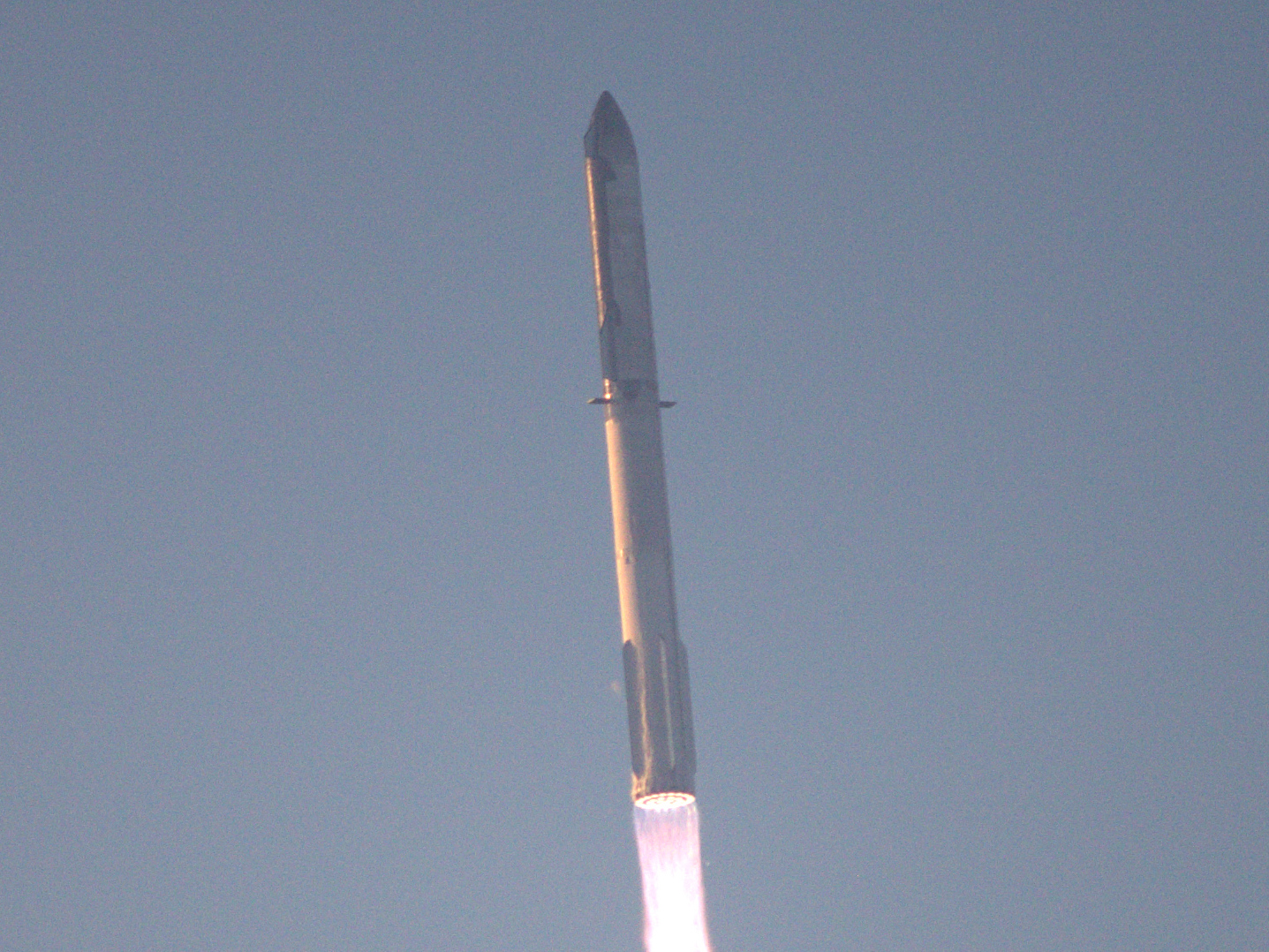
Starship во время второго совместного испытательного полёта

Starship — полностью многоразовая сверхтяжёлая ракета-носитель, предназначенная для экономичной доставки грузов и людей на околоземные орбиты, а также для межпланетных полётов на Луну и Марс. Starship состоит из двух ступеней: ускорителя Super Heavy и космического корабля Starship. Первый совместный полёт Starship и Super Heavy состоялся 20 апреля 2023 года.

#### Starship HLS
30 апреля 2020 года NASA в рамках программы «Артемида» выбрала SpaceX в числе одного из трёх подрядчиков для разработки систем высадки людей на Луну. Программа предусматривает частичное спонсирование проекта с целью создания лунной версии корабля Starship, способного перевозить экипаж с низкой околоземной орбиты до лунной орбитальной станции Gateway и между станцией и поверхностью Луны.

### Ракетные двигатели

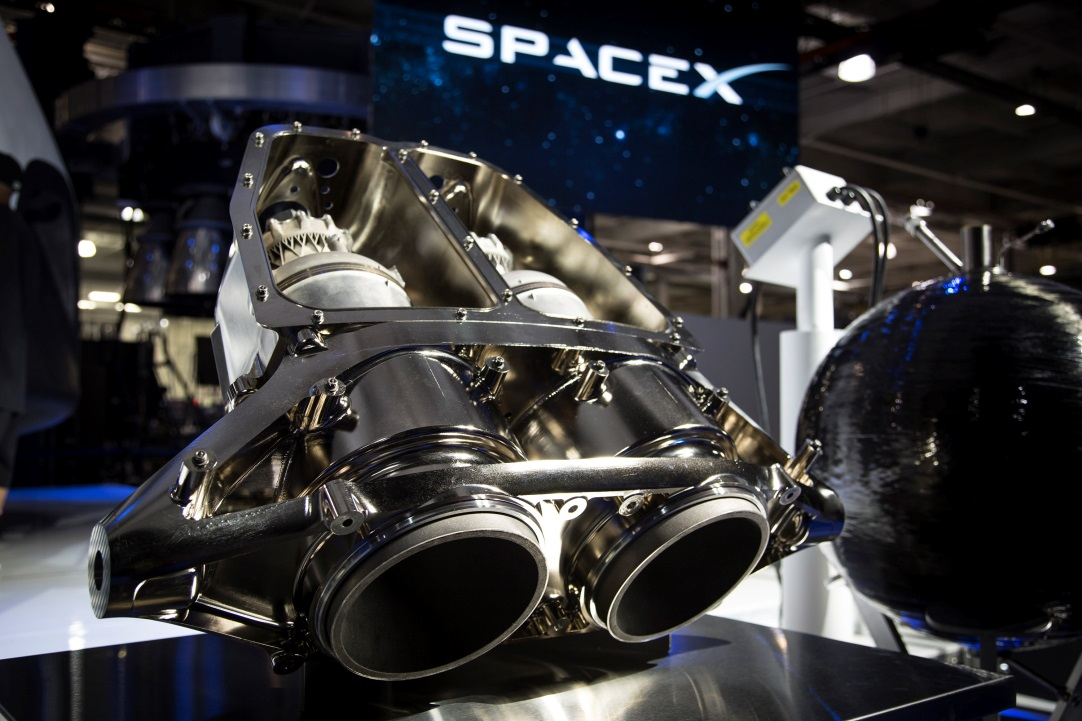
Двигатели SuperDraco

С момента основания SpaceX в 2002 году компания разработала несколько ракетных двигателей:
- Kestrel — для второй ступени Falcon 1,
- Merlin — для первой ступени Falcon 1 и обеих ступеней Falcon 9 и Falcon Heavy,
- Draco — маневровые двигатели для кораблей Dragon и Dragon 2 и второй ступени Falcon 9 v1.0,
- SuperDraco — для системы аварийного спасения корабля Dragon 2,
- Raptor — для обеих ступеней Starship.

### Повторное использование первой ступени
Первая ступень Falcon 9 может быть повторно использована, на неё установлено оборудование для возврата и вертикального приземления на посадочную площадку или плавающую платформу. Первое успешное приземление первой ступени состоялось 22 декабря 2015 года, после запуска на орбиту 11 спутников Orbcomm-G2. Впервые первая ступень была использована повторно 31 марта 2017 года, а 3 декабря 2018 года первая ступень была успешно использована в третий раз.
Всего в 2017—2018 годах было осуществлено 16 повторных запусков первой ступени.
9 мая 2021 года первая ступень Falcon 9, запущенная в 10-й раз, впервые выполнила 10-ю посадку.

#### Технология посадки на плавучую платформу

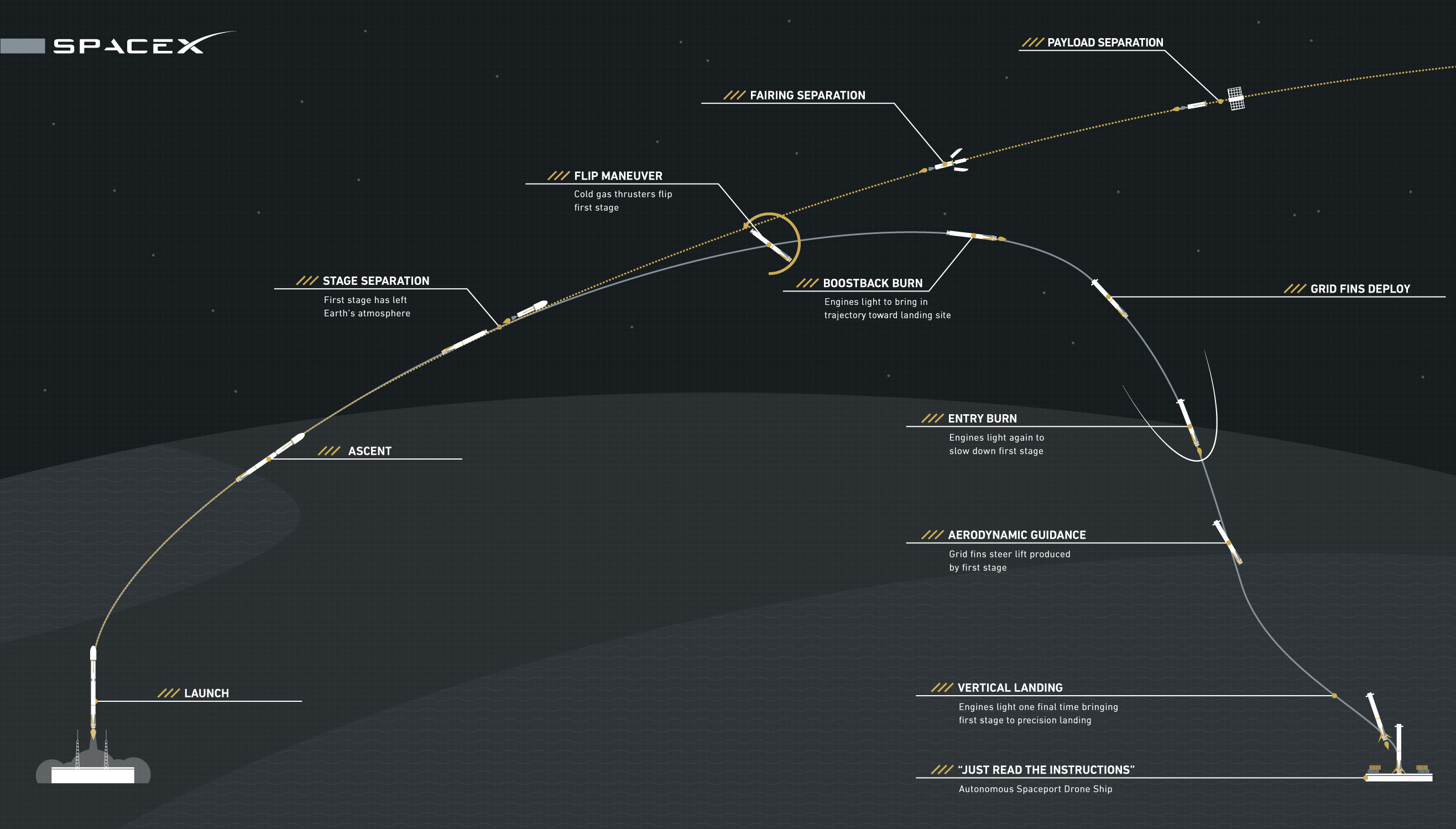
Схема приземления первой ступени на платформу

Для снижения себестоимости запусков SpaceX использует управляемую посадку первой ступени ракеты-носителя на плавучую платформу — Autonomous spaceport drone ship.
На платформе нет экипажа, она функционирует полностью в автономном режиме, также может управляться дистанционно, с корабля поддержки.
По оценке представителя компании, сделанной в 2016 году, ожидаемый шанс на успешное возвращение первой ступени составляет 75—80 % для НОО и 50—60 % для ГПО.
Первая успешная посадка первой ступени ракеты-носителя Falcon 9 на плавучую платформу состоялась в апреле 2016 года в рамках миссии SpaceX CRS-8, через месяц SpaceX сумела повторить этот успех, посадив ступень впервые после запуска на геопереходную орбиту спутника связи JCSAT-14. Профиль возвращения ступени в последней миссии был связан с высокими температурными нагрузками при входе в плотные слои атмосферы, вследствие чего ступень получила наибольшие повреждения по сравнению с двумя вернувшимися ранее. В компании приняли решение использовать эту ступень для проведения интенсивных наземных испытаний, как вернувшуюся в наиболее сложных условиях, в качестве ориентира для других посаженых ступеней. Первую севшую на платформу ступень запустили повторно в конце марта 2017 года.

### Hyperloop
SpaceX привлекалась к работе над идеей вакуумного поезда ещё в 2013 году: «альфа-версия» Hyperloop была размещена в том числе и на сайте этой компании. Затем президент SpaceX Гвинн Шотвелл сотрудничала с созданной Дирком Алборном (англ. Dirk Ahlborn) компанией Hyperloop Transportation Technologies Inc. Наконец, в июне 2015 года компания объявила собственный конкурс на дизайн пассажирской капсулы (Hyperloop pod competition), состоящий из двух этапов. Первый этап прошёл в январе 2016 года на базе Техасского университета A&M (Колледж-Стейшен), где были отобраны 22 лучшие команды, а главный приз получила команда Массачусетского технологического института. На втором этапе, запланированном на 27-29 января 2017 года, все финалисты смогут испытать свои модели на пробной трассе в Хоторне, где расположена штаб-квартира SpaceX. О начале строительства испытательной трассы длиной 1,5 км и диаметром 1,8 м было объявлено в сентябре 2016 года.

### Глобальный спутниковый интернет
В рамках программы по обеспечению высокоскоростным интернетом всей планеты SpaceX планирует разместить на низкой околоземной орбите 4425 спутников, работающих на частотах Ku- и Ka-диапазонов, на 83 различных околоземных орбитах на высотах от 1110 до 1325 км. Первые полнофункциональные спутники начали запускать в 2019 году, завершение размещения спутниковой группировки ожидают к 2024 году. Также компанией подана заявка в Федеральную комиссию по связи на размещение дополнительных 7518 спутников, которые будут использовать частоты V-диапазона и располагаться на низких орбитах высотой от 335 до 345 км.
Запуск двух прототипов будущей глобальной спутниковой группировки — тестовых мини-спутников Microsat 2a и Microsat 2b ракетой-носителем Falcon 9 состоялся 22 февраля 2018 года.
29 марта 2018 года Федеральная комиссия по связи (США) одобрила заявку Space Exploration Holdings, LLC на создание, развертывание и эксплуатацию сети из 4425 нестационарных спутников связи для предоставления широкополосного доступа в интернет потребителям в Соединённых Штатах и во всем мире при условии, что 50 % из них начнут эксплуатацию не позднее 29 марта 2024 года.
23 мая 2019 года на орбиту были выведены первые 60 спутников глобального интернета.
К 19 января 2022 года, после запуска очередных 49 спутников, всего на орбите стало находиться 2042 спутника «Старлинк». В перспективе компания SpaceX планирует развернуть орбитальную группировку из 12 тысяч спутников, а в дальнейшем — 30 тысяч. По состоянию на 2022 год SpaceX является крупнейшим спутниковым оператором в мире.

### Программа запуска малых спутников
В сентябре 2018 года президент компании Гвин Шотвелл сообщила о планах компании по проведению серии отдельных миссий, предназначенных для вывода на орбиту малых спутников для коммерческих клиентов.
5 апреля 2019 года SpaceX представила собственную программу по запуску малых спутников с помощью ракеты-носителя Falcon 9. Анонсировались ежегодные выделенные запуски на солнечно-синхронную орбиту со стартового комплекса SLC-4 на базе Ванденберг, начиная с 2021 года. Цена вывода спутника до 150 кг — 2,25 млн $, 300 кг — 4,5 млн $.
Менее месяца спустя, в связи с высоким интересом заказчиков к программе, компания ускорила начало программы, увеличила количество запусков и снизила цену за вывод полезной нагрузки на орбиту. Планируется выполнять по 3 ежегодных выделенных запуска на солнечно-синхронную орбиту с интервалом около 4 месяцев, начиная с 2020 года. В дополнение к этому, у клиентов есть возможность разместить свои спутники в качестве второстепенной полезной нагрузки на ежемесячных запусках Falcon 9 со спутниками Starlink на околоземную орбиту со средним наклонением. Цена вывода спутника до 200 кг составит 1 млн $.

### Программа переработки углекислого газа в ракетное топливо
В декабре 2021 года Илон Маск сообщил в Твиттере, что SpaceX начинает программу по выделению углекислого газа из атмосферы и его переработке в ракетное топливо. Он также отметил, что эта программа имеет важное значение в освоении Марса.

## Предприятия

### Штаб-квартира и ракетный завод
Штаб-квартира SpaceX находится в пригороде Хоторна в Калифорнии, США. Крупный завод, который ранее использовался для постройки фюзеляжей Boeing 747, теперь вмещает в себя главный офис, ЦУП и ракетный завод SpaceX.

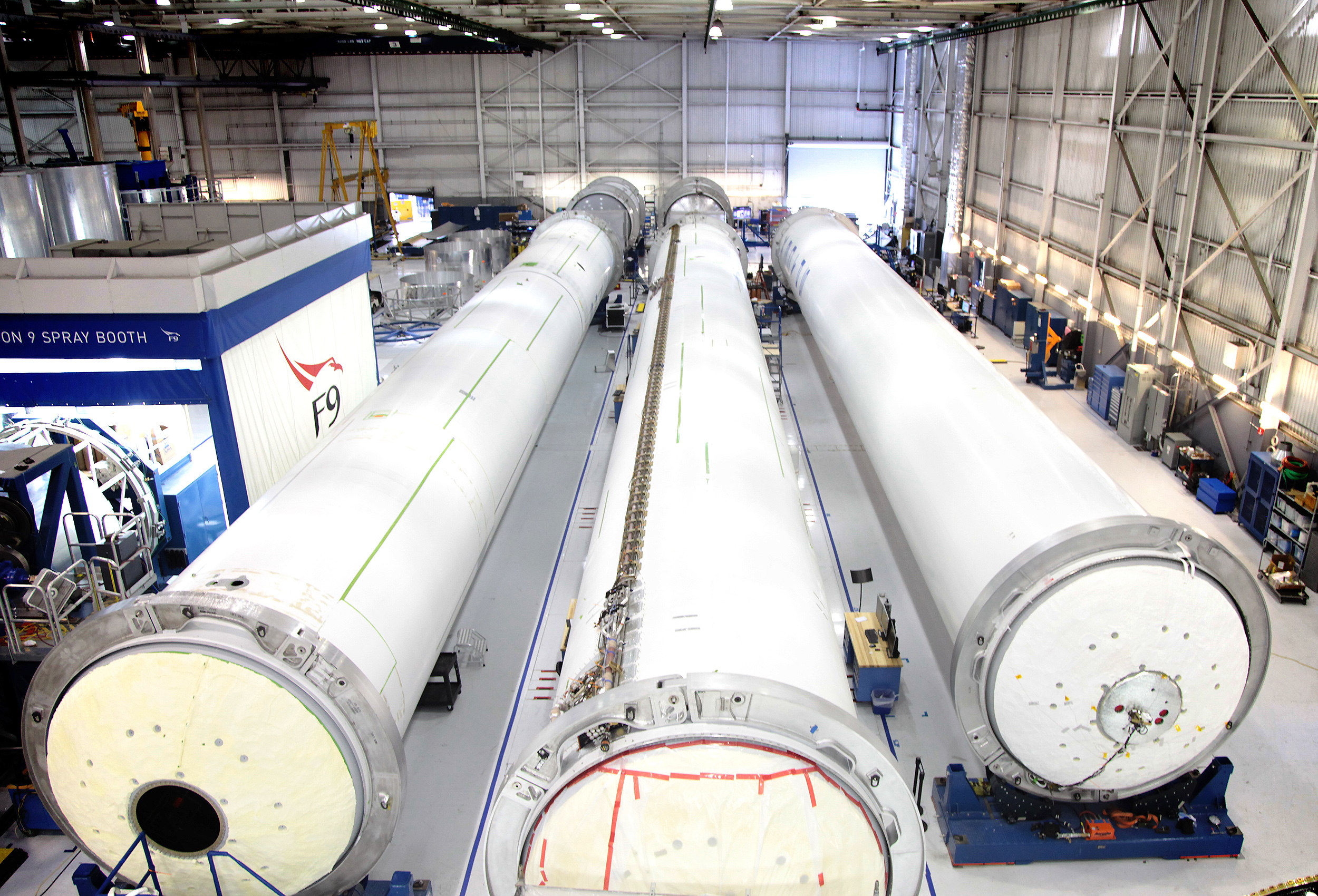
Производственный цех завода

SpaceX эффективно использует вертикальную интеграцию в производстве ракет и ракетных двигателей. Это значит, что компания производит ракетные двигатели, ракеты-носители, космические аппараты, авионику и всё программное обеспечение в своём Хоторнском предприятии. Тем не менее, у SpaceX есть более 3000 поставщиков, 1100 из них осуществляют поставки еженедельно.
В июле 2024 года Илон Маск объявил о переносе штаб-квартиры компании в Starbase, Техас из-за принятого закона о защите прав ЛГБТ-школьников.

### Испытательные полигоны
Тестовый полигон в МакГрегоре
В 2003 году компания приобрела бывший ракетный полигон в городе МакГрегор, штат Техас и переоборудовала его в своё тестовое предприятие. Была произведена модернизация полигона, также он расширился за счёт покупки соседних земель. Затраты на модернизацию составили около 50 млн долларов.
На испытательном полигоне (SpaceX Rocket Development and Test Facility), на специально сооружённых стендах проводится тестирование каждого двигателя выпущенного компанией. Также на полигоне есть стенды для предполётного тестирования целых ступеней ракет-носителей Falcon 9 и Falcon Heavy.

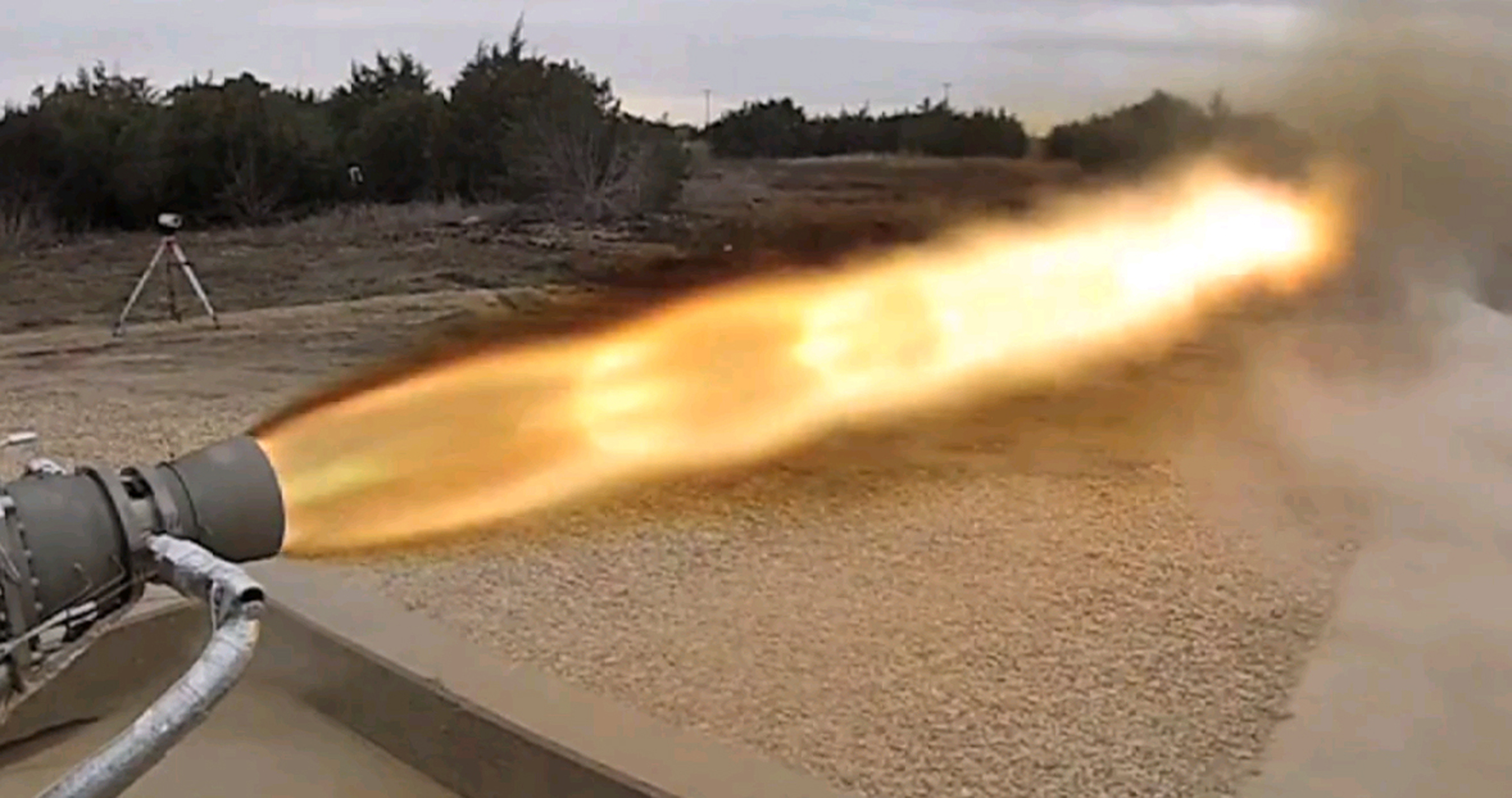
Испытание двигателя SuperDraco

Площадь полигона составляет 1600 гектар. Каждый двигатель компании SpaceX тестируется на одном из 11 стендов. На специальном штативном стенде высотой 82 метра девять двигателей Merlin работают в течение трёх минут, моделируя настоящий полёт. Все ступени Falcon 9 также проходят проверку на стенде, где подвергаются перегрузкам полёта. Также в МакГрегоре расположен двойной тестовый стенд для двигателей Merlin, который состоит из двух независимых частей, что позволяет SpaceX тестировать до 400 штук Merlin в год. На полигоне сейчас в среднем проводится два теста в день.
В 2011 году компания анонсировала планы модификации полигона для тестовых испытаний экспериментального прототипа ракеты вертикального взлёта и посадки, в 2012 году была сооружена бетонная площадка для тестирования ракеты Grasshopper. Все запуски прототипов Grasshopper и F9R Dev1 проходили в МакГрегоре.
Космические корабли Dragon привозятся в МакГрегор уже после приводнения для слива топлива, очистки и ремонта, в целях потенциального повторного использования для будущих миссий.
Космопорт «Америка»
В мае 2013 года компания арендовала часть территории космопорта Америка возле города Лас-Крусес, штат Нью-Мексико для постройки площадки для суборбитальных тестовых полётов своего экспериментального прототипа F9R Dev2.

### Стартовые площадки

#### Омелек
Все пять запусков ракеты-носителя Falcon 1 состоялись со стартовой площадки на острове Омелек, входящего в состав атолла Кваджалейн в Тихом океане. Использование площадки завершено после сворачивания программы развития данной ракеты. Остров также предварительно рассматривался как один из потенциальных вариантов для сооружения стартового комплекса для запусков Falcon 9.

#### SLC-40
Стартовый комплекс, расположен на северной оконечности мыса Канаверал в штате Флорида. Арендован и переоборудован компанией SpaceX для запусков ракеты-носителя Falcon 9.
Дебютный запуск ракеты-носителя Falcon 9 со стартового комплекса SLC-40 состоялся 4 июля 2010 года.
Был поврежден 1 сентября 2016 года при взрыве ракеты-носителя во время заправки её топливом перед статическим прожигом первой ступени в рамках миссии Amos-6. На данный момент восстановлен и используется.

#### SLC-4E
Стартовый комплекс, расположенный на территории базы Ванденберг ВВС США, штат Калифорния. Стартовая площадка используется для запуска полезной нагрузки на полярные орбиты с помощью ракет-носителей Falcon 9 и Falcon Heavy.
Первый запуск ракеты-носителя Falcon 9 со стартовой площадки SLC-4-East состоялся 29 сентября 2013 года.

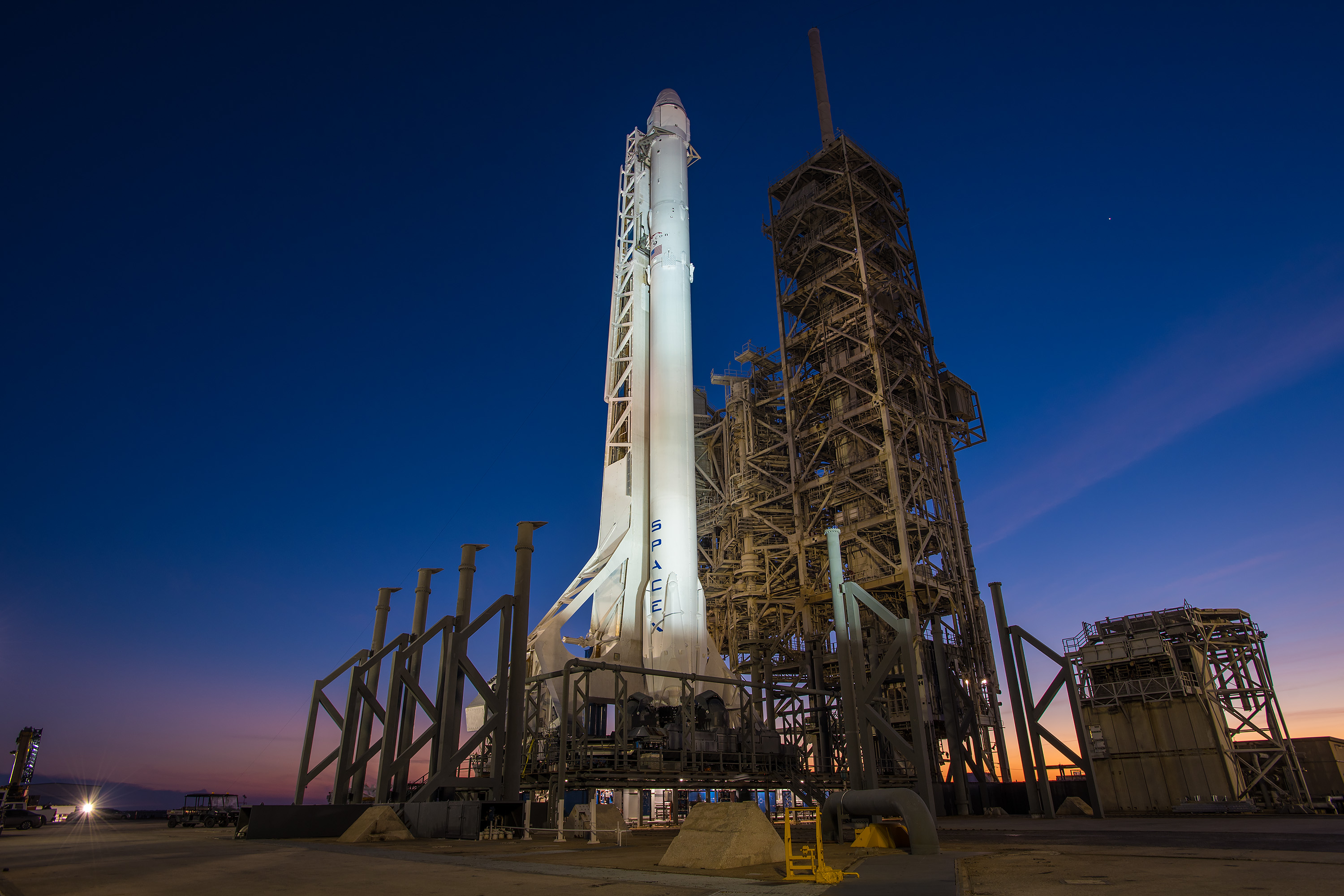
Falcon 9 на стартовой площадке LC-39A

#### LC-39A
Стартовый комплекс, расположенный на территории Космического центра Кеннеди, на острове Мерритт, штат Флорида. Арендован у NASA на 20 лет эксклюзивного пользования. Модернизирован для запусков ракет-носителей Falcon 9 и Falcon Heavy.
Первый запуск ракеты-носителя Falcon 9 со стартовой площадки LC-39A состоялся 19 февраля 2017 года.

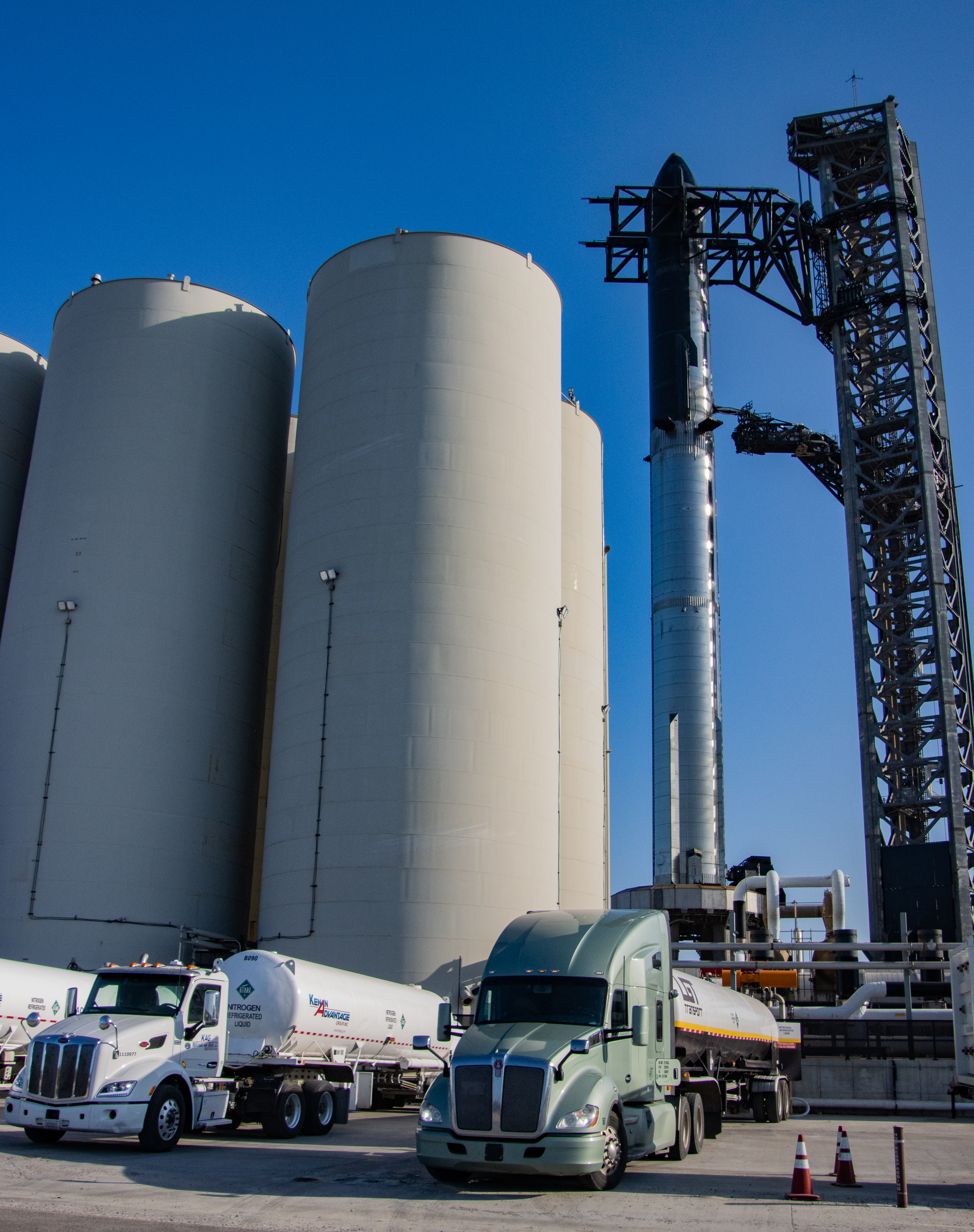
Starship на орбитальной площадке космодрома Starbase

#### Starbase
В 2013 году компания SpaceX получила разрешение Федерального управления гражданской авиации США на строительство частного стартового комплекса для ракет-носителей в округе Кэмерон восточнее Браунсвилла, штат Техас, на побережье Мексиканского залива. В 2014 году компания SpaceX приобрела земли возле деревни Бока-Чика. В августе 2014 года губернатор штата Техас Рик Перри объявил о финансировании строительства.
Место на юге Техаса выбрано так, что оно находится максимально близко к экватору, при этом оставаясь вдалеке от населённых территорий. Starbase — первый частный космодром в мире. Здесь ведется сборка и производятся запуски системы Starship.

### Посадочные площадки
Посадочная зона 1
Бывший стартовый комплекс на мысе Канаверал. Используется компанией SpaceX для управляемой посадки первой ступени ракеты-носителя Falcon 9, а в будущем и Falcon Heavy, запускаемых со стартовых площадок SLC-40 и LC-39A.
SLC-4W
Бывший стартовый комплекс на базе Ванденберг. Находится в процессе переоборудования, планируется использование его в качестве посадочной площадки для первой ступени ракет-носителей Falcon 9 и Falcon Heavy, запускаемых со стартовой площадки SLC-4E.
Autonomous Spaceport Drone Ship
Плавающие платформы, используемые компанией SpaceX в качестве посадочной площадки для управляемой посадки первой ступени ракеты-носителя Falcon 9, с целью её дальнейшего восстановления и повторного использования.

### Завод по производству спутников
В январе 2015 года SpaceX анонсировала открытие завода, производящего коммуникационные спутники в Редмонде, Вашингтон. Компания планирует создание на низкой околоземной орбите сети из 4000 небольших коммуникационных спутников для предоставления интернет-услуг в любой точке земного шара. Количество рабочих планируется увеличивать с 60 до 1000 в течение нескольких лет.

### Региональные отделения
У компании есть региональные отделения в Техасе, Виргинии, Вашингтоне и Сиэтле, откуда идет набор инженеров и программистов.

## Владельцы
По данным от 2012 года, две трети компании принадлежит Илону Маску.
Около 10 % компании принадлежит корпорациям Google и Fidelity Ventures. В число владельцев также входят Draper Fisher Jurvetson, Founders Fund, Valor Equity Partners, Capricorn и другие.
По данным на ноябрь 2023 года доля Илона Маска оценивалась в 54 %, Founders Fund — в 10,4 %, Fidelity — в 10,2 %, Google — в 7,2 %.
По результатам частной продажи акций в декабре 2024 года. Маску принадлежит примерно 42 % акций

## Стоимость запуска
Маск пообещал, что компания сможет снизить цену до 1100 $ за килограмм полезного груза, доставляемого на орбиту. В данный момент[когда?] цена составляет 5000 $/кг.
Для коммерческих заказчиков
По данным от 2013 года, вывод груза на ракете-носителе Falcon 9 стоил 56,5 млн $ (по другим данным 58—65 млн).
С июня 2014 года минимальная цена запуска ракеты-носителя для коммерческого заказчика составляла 61,2 млн $.
С мая 2016 года минимальные цены указаны для запусков с полезной нагрузкой, позволяющей осуществить возвращение первой ступени: для Falcon 9 — 62 млн $ (до 5,5 т на ГПО), для Falcon Heavy — 90 млн $ (до 8 т на ГПО).
Для НАСА и ВВС США
В отличие от коммерческих, правительственные и военные запуски в США требуют особой процедуры сертификации, что существенно, на десятки миллионов долларов, повышает номинальную стоимость запуска.
За доставку грузов на МКС в рамках контракта Commercial Resupply Services компания получает от НАСА фиксированную сумму в 120 млн $ за каждую миссию, в эту цену, помимо платы за РН входит плата за транспортный корабль «Дракон».
В 2016 году SpaceX заключила контракт с ВВС США на вывод спутника GPS на ракете-носителе Falcon 9 за 82,7 млн $.

## Влияние на космическую индустрию
В 2013 году предложение SpaceX с ценой 56,5 млн $ за один запуск ракеты-носителя стало самым выгодным в космической индустрии.
В 2014 году 9 из 20 новых договоров на коммерческие запуски спутников пришлось на SpaceX.
В связи с усилением SpaceX американская компания United Launch Alliance (производит ракеты Атлас и Дельта) объявила о масштабной реструктуризации, целью которой объявлено снижение стоимости запуска в два раза. В мае 2015 года компания объявила об угрозе банкротства, в случае если не сможет бороться за коммерческие контракты в условиях снижения количества государственных военных заказов.
Японская компания Mitsubishi Heavy Industries (производит ракеты H-II) также объявила о планах по снижению стоимости запуска в два раза.
Китайская компания China Great Wall Industry Corp (производит ракеты «Чанчжэн») объявила, что не намерена снижать цены, несмотря на давление со стороны SpaceX (до появления SpaceX компания была монополистом в сегменте низкобюджетных запусков).

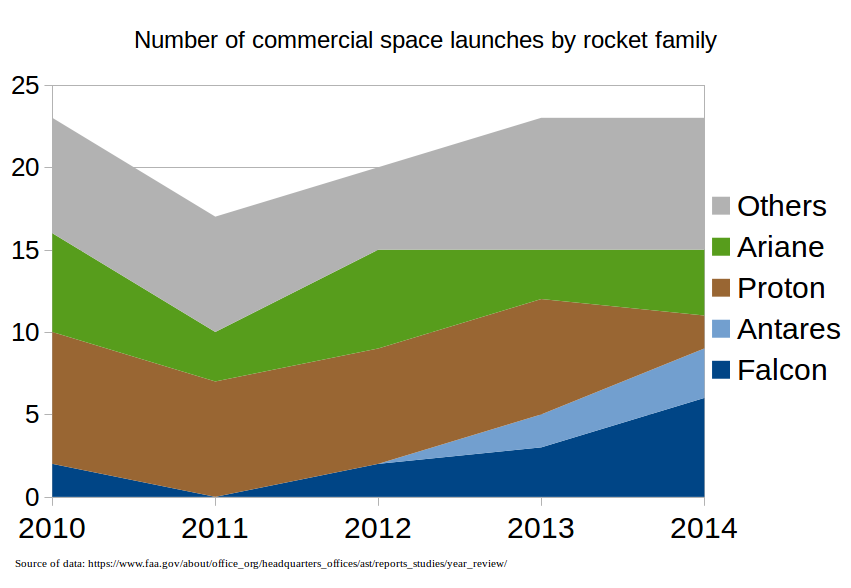
Изменения на рынке коммерческих космических запусков: количество запусков по семействам ракет-носителей
Прочие ракеты-носители
Ариан (Arianespace)
Протон (Роскосмос)
Антарес (Orbital ATK)
Falcon (SpaceX)

Руководитель европейской компании Arianespace (производит ракеты Ариан) заявил, что из-за давления SpaceX реструктуризируется вся европейская космическая индустрия. Для сохранения своей позиции на рынке компания была вынуждена снизить цены и запросить субсидии у государства. К концу 2014 года SpaceX начала вытеснять компанию с лидирующей позиции на рынке коммерческих запусков.
Дмитрий Рогозин, курирующий ракетно-космическую промышленность России, заявил, что с уважением относится к работе Илона Маска, и призвал сделать запуски российских космических кораблей намного более дешёвыми — так как «конкуренты нам на пятки наступают».
По мнению главы Государственной корпорации по космической деятельности «Роскосмос» Игоря Комарова, SpaceX несёт определённую угрозу Роскосмосу. Как заявил Комаров, Роскосмос сосредоточится на снижении себестоимости пусков ракет-носителей для того, чтобы конкурировать со SpaceX и другими частными компаниями.
22 декабря 2015 года, после запуска на орбиту 11 спутников Orbcomm-G2, первая ступень ракеты-носителя Falcon 9 FT впервые успешно приземлилась на площадку Посадочной зоны 1. 8 апреля 2016 года, в рамках миссии SpaceX CRS-8, первая ступень ракеты Falcon 9 FT впервые в истории ракетостроения успешно приземлилась на морскую платформу «Of Course I Still Love You». 30 марта 2017 года, та же ступень, после технического обслуживания, была запущена повторно в рамках миссии SES-10 и снова успешно приземлилась на морскую платформу. Всего в 2017—2018 годах было осуществлено 16 повторных запусков первой ступени.
Ко второй половине 2023 года доля компании на рынке коммерческих запусков (без учёта запусков в интересах Starlink) достигла 64 %, что The Wall Street Journal охарактеризовал как практически монопольное положение. Если у SpaceX за шесть месяцев был 21 запуск, то у ближайшего «соперника» — всего пять. Успех SpaceX подтолкнул другие компании к созданию ракет-носителей нового поколения, но на тот момент все они находились в разработке, в то время как SpaceX предлагал запуски на тяжёлых Falcon 9 и сверхтяжёлых Falcon Heavy.